# Силвиу Биндеа
Силвиу Биндеа (Блаж, 24. октобар 1912 — Блаж, 6. март 1992) био је румунски фудбалер и тренер.
Представљао је Румунију на светским првенствима 1934. и 1938. као нападач, постигавши два гола у утакмици првог кола 1938.

## Трофеји

### Играч
Рипенсија Темишвар
- Лига (4): 1932–33, 1934–35, 1935–36, 1937–38
- Куп (2): 1933–34, 1935–36